# Tomas Nordbäck
Tomas Nordbäck, född den 28 december 1938 i Helsingborg, död den 7 november 2019 i Helsingborg, var en svensk målare och tecknare. Han var son till Bo Nordbäck.
Nordbäck, som debuterade som konstnär 1957, var verksam i Domsten utanför Helsingborg. Han var en av deltagarna i den nordvästskånska konstnärsgruppen Differenterna och finns representerad på bland annat Nationalmuseum och Statens konstråd samt på museer i bland annat Malmö, Lund, Landskrona och Helsingborg. Han utförde flera offentliga utsmyckningar, däribland "Färgfönster" till rådhuset i Helsingborg samt "Önskebrunnen" vid Sundstorget i samma stad.
Utöver det egna konstnärskapet var Nordbäck även statligt konstråd 1988–1994 samt ledamot av Helsingborgs skönhetsråd 1994–2000.